# Salomos nyckel

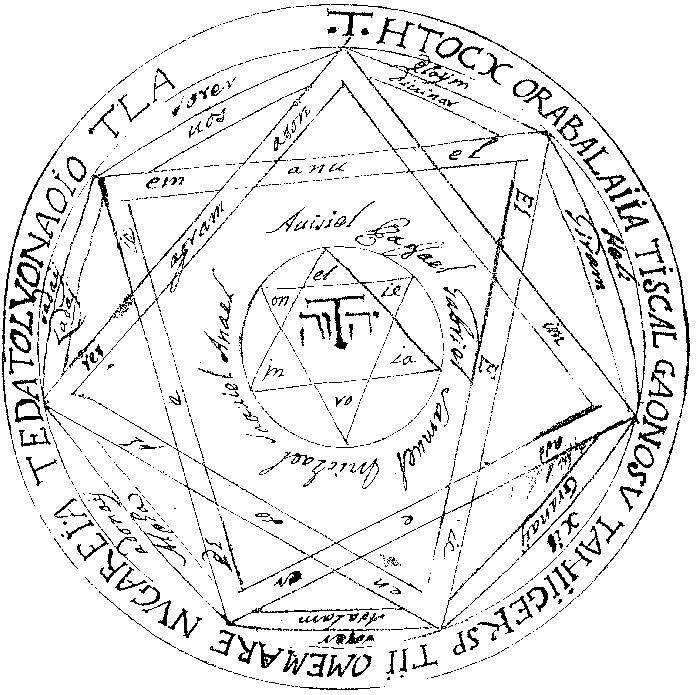
Figur från Salomos nyckel.

Salomos nyckel, även känd som Clavicula Salomonis, är en pseudepigrafisk bok som tillskrivits kung Salomo. Boken består av två delar och behandlar svartkonst och besvärjelser. De äldsta funna manuskripten är skrivna på hebreiska,, men anses egentligen vara en översättning från ett original skrivet på italienska eller latin. Verket är ett typexempel av magi från renässansen.
Salomos nyckel antas ligga som förlaga eller inspiration för senare verk, i synnerhet trollboken Clavicula Salomonis Regis (även kallad Salomos mindre nyckel eller Lemegeton), skriven under 1600-talet.